# Leonivka, Krîjopil
Leonivka (în ucraineană Леонівка) este un sat în comuna Djuhastra din raionul Krîjopil, regiunea Vinnița, Ucraina.

## Demografie
Componența lingvistică a localității Leonivka
     Ucraineană (99,3%)
     Alte limbi (0,35%)
Conform recensământului din 2001, majoritatea populației localității Leonivka era vorbitoare de ucraineană (99,3%), existând în minoritate și vorbitori de alte limbi.